# Santana do Acaraú (kommun)
Santana do Acaraú är en kommun i Brasilien.   Den ligger i delstaten Ceará, i den östra delen av landet, 1 600 km nordost om huvudstaden Brasília. Antalet invånare är 29 977.
Följande samhällen finns i Santana do Acaraú:
- Santana do Acaraú

Omgivningarna runt Santana do Acaraú är huvudsakligen savann. Runt Santana do Acaraú är det glesbefolkat, med 8 invånare per kvadratkilometer.